# 太夷宫
太夷宫是曾存在于满洲国奉天市的神社，主祭神为少彦名命和满洲国首任总理郑孝胥，配祀大国主命、猿田彦命。

## 设立
郑孝胥曾任满洲国首任总理，由于与关东军意见不和而被免职，病死于康德5年（1938年）3月28日。郑孝胥葬于奉天郊外东陵东侧的长寿山。奉天愿学社的领导者太田外世雄在郑孝胥死后不久即在自家祭祀郑孝胥。康德8年（1941年）7月3日，奉天愿学社的领导者太田外世雄为纪念郑孝胥而自任斋主，举行“太夷公安葬三周祭”；7月6日深夜，太田与奉天市长郑禹（郑孝胥次子）二人在已经完工的神殿主持了御灵的镇座。:212,213建设太夷宫的人士将郑孝胥看作“满洲国的产土神”。:1300,1301
康德5年7月7日，太夷宫举行了镇座祭（奉祝祭）兼郑孝胥的三年忌。参加者有300余人，包括很多奉天的日本要人。郑禹和川岛浪速等人宣读了祭文，其中奉天回教领袖张德纯也以阿拉伯语宣读了祭文。:214
神职人员的装束为混合了日本、中国、西洋风格的服装。:215

## 祭神
神社名为太夷宫，以“宫”而非“神社”为名，是为了避免中国人的反感；“太夷”是郑孝胥年轻时用过的号（一说为字）。主祭神为少彦名命和郑孝胥；相殿祭祀大国主命和猿田彦命。太田考虑少彦名命佑护日本的海外开拓，以少彦名命为主祭神，并认为郑孝胥是少彦名命的应化神。而配祀的大国主神佑护国土开拓和百姓民生；猿田彦命是作为前导先锋的神灵。:215

## 祭事
太夷宫有以下4个祭日：7月3日的太夷祭，3月9日的立教祭，10月16日的产土祭，以及每月16日的月次祭（3、7、10月不举行）。:217

## 设施
神社位于奉天市大和区义光街1丁目4番地的愿学园中:40。神殿的具体构造不详，神社位于市区的住宅后院内，形制似祠堂。门口有鸟居，院内有手水钵。神殿近似中国风格，但仍属大社造。神殿使用了从伊势神宫替换下来的建材。神殿中有郑孝胥的画像。:213,215:228